# Dentiporella sardonica
Dentiporella sardonica är en mossdjursart som först beskrevs av Campbell Easter Waters 1879.  Dentiporella sardonica ingår i släktet Dentiporella och familjen Phidoloporidae. Inga underarter finns listade i Catalogue of Life.